# Peruaanse voetbalbond
De Federación Peruana de Fútbol (afkorting: FPF) is de Peruaanse voetbalbond die werd opgericht op 23 augustus 1922. De bond organiseert het Peruviaans voetbalelftal en het professionele voetbal in Peru (onder andere de Primera División). De president is Manuel Burga, het hoofdkantoor is gezeteld in Lima. De FPF is aangesloten bij de FIFA sinds 1924.
Het wordt in volgorde van prioriteit geregeld door internationale regelgeving, het burgerlijk wetboek en de sportwet waarvan de regels de basis vormen van de statuten en reglementen. De basisvergadering is het hoogste orgaan van de FPF en bestaat uit de professionele voetbalclubs en de 25 departementale competities.
Het doel van de Federatie is het bevorderen, leiden, beheren en controleren van de beoefening van amateur- en betaald voetbal, in overeenstemming met haar statuten, de reglementen die van toepassing zijn op deze discipline en de internationale sportreglementen.
De huidige president van de Peruaanse voetbalbond is Agustín Lozano, vergezeld van de raad van bestuur bestaande uit Franklin Chuquizuta (vice-president), Lucio Alva Ochoa, Juan Francisco Quispe, Severo Salazar en Cirila Haydée Paitán en Genaro Miñán en José Carlos Isla. Het secretariaat-generaal wordt gevormd door Juan Matute Quiroga (secretaris-generaal) en Víctor Villavicencio Mantilla (adjunct-secretaris-generaal).